# Johann Christian Jüngken
Johann Christian Jüngken (Burg, 12 giugno 1794 – Hannover, 9 settembre 1875) è stato un oculista tedesco.

## Biografia
Studiò medicina e scienze naturali all'Università di Göttingen, dove i suoi istruttori furono Conrad Johann Martin Langenbeck e Karl Gustav Himly. Nel 1815 prestò servizio come assistente ospedaliero volontario a Berlino e Bruxelles e in questo momento acquisì anche esperienza nel trattamento delle ferite inflitte nelle battaglie. Durante la sua permanenza in Belgio, ebbe anche l'opportunità di studiare sui soldati afflitti da una malattia nota come l'oftalmia egiziana. Nel 1816 continuò la sua formazione presso l'Università di Berlino, dove dopo la laurea, lavorò come assistente nel dipartimento di oftalmologia sotto Karl Ferdinand von Graefe. Nel 1825 divenne professore associato e membro della Ober-Examinations-Kommission.
Nel 1828 fu nominato direttore del dipartimento di oftalmologia presso la Charité di Berlino, posizione che mantenne per quarant'anni. Nel 1834 divenne professore ordinario di chirurgia e oftalmologia e, nello stesso anno, fu chiamato consulente a Bruxelles per studiare un focolaio colpito dai militari dell'esercito belga. Nel 1841, dopo la morte di Johann Nepomuk Rust, assunse ulteriori incarichi come direttore della chirurgia presso la Charité. Jüngken fu tra i primi medici ad utilizzare il cloroformio per le operazioni di chirurgia oculare.

## Opere principali
- De pupillae artificialis per Coreoncion Graefianum conformatione, 1817.
- Nunquam lux clara ophthalmiae neonatorum, causa est occasionalis, 1817.
- Die Lehre von den Augenoperationen, 1829 – The doctrine of eye operations.
- Ueber die Augenkrankheit, welche in der belgischen Armee herrscht, 1834.
- Die Lehre von den Augenkrankheiten, (2 edizione, 1836).
- Ueber die Anwendung des Chloroforms bei Augenoperationen, 1850.[3]